# Unixforum.org
unixforum.org — некогда крупное некоммерческое интернет-сообщество, а также форум, посвящённый обсуждению операционных систем семейства UNIX. Присутствует новостная лента. В прошлом имелись постоянные и активные конференции в Jabber. До 2010 года форум являлся одним из самых популярных ресурсов рунета по тематике Linux и открытому программному обеспечению и был известен под именем LinuxForum.

## Отличительные черты
В рунете этот проект получил свою известность благодаря большому количеству материалов для начинающих пользователей и, по утверждению некоторых авторов онлайн-СМИ, часто используется при подготовке различных обзоров продуктов.
Изначальной целью проекта является создание русскоязычного информационного ресурса, дружелюбного к начинающему пользователю, об операционной системе Linux и обеспечение возможности обмена различной информацией, связанной с UNIX, Linux и всем, что может быть интересно в этой области.
Форум всегда позиционировался как ресурс с постоянным и серьёзным сообществом, нетерпимым к анонимным пользователям. Этим он часто противопоставлялся другому крупнейшему интернет-сообществу рунета — linux.org.ru.

## История
Форум unixforum.org был основан в мае 2004 года Александром Кузнецовым и изначально носил название LinuxForum. С 2004 года по 2010 год форум был доступен по имени linuxforum.ru.
С 2004 по 2007 год форум набирал популярность, во многом благодаря присутствию в сообществе автора нескольких книг по ИТ-тематике Алексея Федорчука и нескольких людей, пришедших с ним.
В феврале 2010 года, в результате разногласий людей, поддерживающих форум, с владельцем доменного имени linuxforum.ru, произошла смена имени на unixforum.org. Форум потерял свою популярность и стал недоступен через поисковые системы. Под прежним именем заработал альтернативный проект — Linuxforum.

## Интересные факты
- Некоторое время назад на коробках с продукцией интернет-магазина LinuxCenter печаталось «Техническая поддержка: http://linuxforum.ru/»
- После того, как форум сменил имя, а под его старым именем заработал другой ресурс, многие из заблокированных пользователей мигрировали на вновь образованный форум
- Максимальное число зарегистрированных участников, которое когда либо находилось на форуме единовременно, было 19 ноября 2007 года и составляло 1183 человек
- Изначально форум построен на основе решения Invision Power Board, в 2018 году произведена миграция на phpBB
- Имя unixforum.org было предложено и выбрано участниками сообщества
- При выборе нового имени форума было опасение преследования со стороны консорциума The Open Group, накладывающего ограничения на использование слова UNIX в названиях
- В 2005 году форум участвовал в акции «Я умею говорить по-русски!» Архивная копия от 12 марта 2010 на Wayback Machine
- На форуме не принято обсуждать дистрибутив Linux XP. Несмотря на то, что на форуме присутствует раздел Linux XP, этот раздел перенаправляет пользователя на официальный сайт поддержки Linux XP
- Форум сообщества является участником свободного каталога Open Directory Project[9]